# David Olère
David Olère, né le 19 janvier 1902 à Varsovie en Pologne et mort le 21 août 1985 à Noisy-le-Grand (Seine-Saint-Denis, France), est un peintre et sculpteur français du XXe siècle.
Ayant quitté sa Pologne natale pour devenir peintre et sculpteur en France, il est naturalisé français et réalise notamment plusieurs affiches de cinéma. La Seconde Guerre mondiale fait cependant irruption dans l’existence de ce Juif polonais qui est déporté au camp d’Auschwitz-Birkenau de 1943 jusqu'en 1945. Employé dans une équipe de Sonderkommando chargée du traitement des cadavres des chambres à gaz, il parvient à échapper aux purges effectuées pour ne pas laisser de témoin, car ses dessins sont fort appréciés de ses gardiens SS. Il devient donc, après la guerre, un témoin visuel de premier plan de l’expérience concentrationnaire et du procédé d’extermination, qu’il ne cesse de représenter par le dessin, la peinture et la sculpture.

## Biographie

### Avant la guerre
David Olère naît dans une famille juive de Varsovie d'un père médecin et d'une mère sage-femme,. Il montre un talent précoce pour la peinture et entre à 13 ans à l'école des Beaux-Arts de Varsovie, en dépit de son jeune âge et du numerus clausus à l'encontre des Juifs. À seize ans, il expose des gravures sur bois dans des musées et des galeries de Dantzig et de Berlin.
Il obtient une bourse et quitte la Pologne à 16 ans pour Dantzig puis Berlin en Allemagne, trois ans plus tard. Il y est engagé en 1921 par le réalisateur Ernst Lubitsch à l'Europäische Film Allianz comme peintre, maquettiste et décorateur de studio.
Olère vit également à Munich et à Heidelberg avant d'émigrer à Paris en 1928 et de s'installer à Montparnasse. Il fréquente de nombreux artistes qui reconnaissent son talent et travaille comme affichiste et décorateur à la Paramount ; on lui doit notamment les affiches des films Les Misérables ou Tartarin de Tarascon de 1934,, et pour les studios Pathé. Il enseigne également à l'académie de la Grande Chaumière (Paris VIe).
Il épouse en 1930 une modiste parisienne, Juliette Ventura, dont il a un fils, Alexandre (1930-2010),. Il est naturalisé français en 1937, sous le nom de « David Olère » qui francise son nom de naissance « Oler ».

### Seconde Guerre mondiale et Shoah
David Olère est mobilisé en 1939 au 134e régiment d'infanterie de Lons-le-Saunier Après sa démobilisation, il perd son emploi, la Paramount fermant ses portes, et il est astreint au statut des Juifs du 3 octobre 1940, instauré par le régime de Vichy : sa nationalité lui est retirée ce même mois, il lui est interdit de travailler dans le cinéma et en zone occupée, il doit de se faire recenser, porter une étoile jaune et la mention « Juif » figure sur la pièce d’identité,.
Le 20 février 1943, il est arrêté par la police française du maréchal Pétain lors d'une rafle à domicile en Seine-et-Oise. Le 2 mars, il est déporté de Drancy vers Auschwitz avec mille autres Juifs, par le convoi n° 49. De ce transport, Olère fait partie des 119 personnes sélectionnées pour le travail - seulement 6 survivront - alors que les 881 autres, hommes femmes et enfants, sont gazées peu après leur arrivée,. Comme les autres, il est dépouillé de tous ses biens, rasé, tatoué, revêtu d'un pyjama rayé, il va apprendre à marcher zu fünf (en rang par cinq).

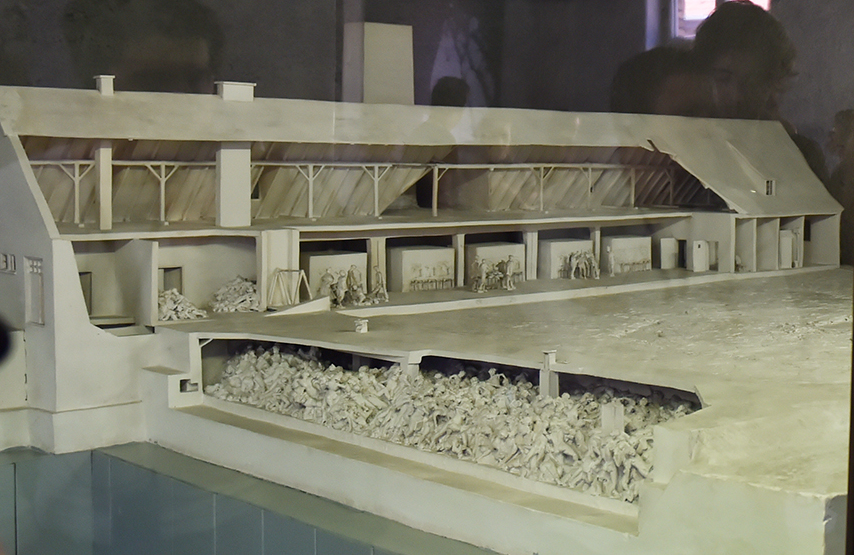
Diorama pédagogique de la chambre à gaz d'Auschwitz et des crématoriums.

Matricule 106144, il est choisi pour faire partie du Sonderkommando, le « commando spécial » dont le rôle principal est de sortir les corps des chambres à gaz et de récupérer sur les cadavres tout objet de valeur avant de les charger dans les fours crématoires, travaillant d'abord au Bunker 2 puis au Crématorium III,. Il est en premier lieu creuseur de fosses servant de fosses communes de crémation, alors à proximité des Bunkers, avant d'être un Häftling (détenu) principalement rattaché au K III, se trouvant à l’extrémité droite de la voie ferrée, pendant les 20 mois de son calvaire au Sonderkommando.
Les membres des Sonderkommandos, bien que relativement mieux traités que les autres prisonniers du camp, étaient régulièrement gazés eux-mêmes pour éviter des révélations et témoignages gênants sur le processus d'extermination à l'œuvre à Auschwitz-Birkenau. Olère et ses compagnons d'infortune travaillent sous l'autorité et souvent le sadisme de différents SS qui se succèdent aux crématoires et qu'il représentera dans ses dessins d'après-guerre : Johann Gorges (1900-1971), Rottenführer à son arrivée à Birkenau et Unterscharführer (sous-officier de faible grade) à sa sortie ; Herbert avec le grade de Hauptscharführer ; l'Oberscharführer Erich Muhsfeldt (1913-1947), arrivant du camp de Majdanek, directeur à Birkenau les K II et III en juin 44 avant de devenir le chef de l’ensemble des crématoires ; l'Oberscharführer Peter Voss (1897-1976), chef des crématoires jusqu’en mai 44 puis des K IV et V ;O. Moll qui se délecte des tortures perverses qu'il pratique sur les détenus.
Le talent de dessinateur d'Olère retenant l'intérêt des SS, David Olère échappe à la mort programmée en calligraphiant et décorant de dessins les lettres envoyées par les SS à leur famille,. Malgré son statut d'artiste, il reste un Häftling du Sonderkommando à qui il arrive d’être envoyé dans les différentes parties des différents crématoires, selon les besoins en main d’œuvre.
Il retient de nombreux lieux, moments et expériences du camp, confirmés par les divers témoignages qui seront trouvés par la suite (photographies de SS, manuscrits enterrés d'autres membres de Sonderkommando, témoignages de survivants). Parlant le yiddish, le polonais, le varsovien, le russe, le français, l'anglais et l'allemand - « atout important, voire essentiel pour accroître les chances de survie dans le camp », il sert également d'interprète aux Allemands qui, sentant la défaite poindre, n'hésitent pas à capter les nouvelles de Londres diffusées par la BBC. Il y apprend la libération de Paris et de Strasbourg.
David Olère réussit, comme d'autres membres du dernier groupe de Sonderkommando, à se mêler aux autres prisonniers du camp lors de l'évacuation de Birkenau (Auschwitz II) et d'Auschwitz, le 25 janvier 1945. Il prend alors part à la marche de la mort dans la neige, avec 65 000 autres déportés d'Auschwitz, jusqu'au camp autrichien de Mauthausen - à 500 kilomètres de là - puis le camp annexes de Melk  où il est affecté au travail dans les mines et fait cinq tentatives d'évasion infructueuses, et au camp d'Ebensee en Autriche,,.
Il n'est libéré par l'armée americaine que le 6 mai, après la fuite des SS,. Affaibli et traumatisé pour longtemps, il retourne alors à Paris, retrouve sa femme et son fils qui étaient cachés, et apprend ensuite que toute sa famille polonaise a été exterminée à Varsovie,.
Revenu à Noisy-le-Grand, il reprend son métier d'affichiste et, dans son atelier-jardin, Olère nourrit son art (dessins, peintures et sculptures) dans une perspective de témoignage de ce qu'il a vu en enfer. C'est son seul moyen de supporter l'horreur vécue et sa seule motivation à survivre et ne pas sombrer dans la folie qu'il frôle souvent,. Dans la mesure où « aucune photographie n'existe de l'intérieur des bâtiments où femmes, enfants et vieillards étaient amenés à entrer dans de fausses salles de douche avant que n'y soit vaporisé le terrible Zyklon B... utilisé par les nazis pour les tuer », les œuvres graphiques d'Olère « complètent les témoignages des rares Sonderkommandos (une centaine au total pour l'ensemble des camps de mise à mort) à ne pas avoir été exécutés par leurs tortionnaires », et sont considérées comme un témoignage visuel de première importance,. Elles sont exposés dans de grands musées.
Un documentaire de Jean Boussuge intitulé « Non-retour ou la mémoire volée », lui est dédié, en 1981 où il est filmé chez lui.
Il meurt en 1985, selon son fils Alexandre, épouvanté par la naissance des thèses négationnistes, qui n'hésitent pas à mettre son propre témoignage en doute.
Après lui, sa veuve et son fils continuent à informer le monde sur l'univers d'Auschwitz et honorer les victimes en se souvenant de leur souffrance par le biais de ses œuvres,.

## Œuvre
Olère est le seul artiste à avoir travaillé comme membre du Sonderkommando et à avoir survécu. «Hanté par les scènes atroces auxquelles il a assisté, il consacre sa vie après-guerre, en France, à les reproduire de mémoire ». Dès sa libération, il dessine, peint ou sculpte ; son œuvre s'étend ainsi de 1945 à 1962. Au début, David Olère ne produit que des dessins (témoignage-documentaire) pour passer à peinture à l'huile sur toile (témoignage-allégorie) quelques années plus tard. « Le travail de David Olère est à la fois d’une grande valeur artistique et d’une grande valeur informative grâce à son incroyable précision jusque dans les détails ». Il l'intitule Memento.
Sa soixantaine de dessins d'Auschwitz, produits dès 1946,, sont parfois les seuls documents visuels restants et ont une valeur documentaire exceptionnelle, particulièrement ceux représentant les chambres à gaz, les fours crématoires et leurs victimes,. Aussi, lorsque des photographies d'époque faites par des SS ou des plans sont trouvés plus tard, par exemple de la salle des fours ou des bâtiments du crématoire, il s'avère qu'ils sont superposables aux dessins d'Olère, qui grâce à sa mémoire photographique, sont d'une « précision d'architecte »,. Olère fournit par exemple des plans en coupe de ces installations, détruites sur ordre nazi peu avant l'évacuation du camp, afin d'expliquer comment fonctionnaient ces usines de mort. Bien qu'appelé à dessiner pour des SS, il ne pouvait pas réaliser de croquis sur place.
Olère se représente parfois dans ses dessins, témoin fantomatique identifiable par son matricule 106144, notamment sur l'un d'entre eux en train de réaliser une marine sur un abat-jour de peau. Outre des scènes d'arrivée à Auschwitz comme son dessin en couleurs ternes représentant une famille épuisée et hagarde, intitulé Parisiens à Birkenau Auschwitz, des scènes de sélection (Selektion, en allemand) et de gazage, concernant des groupes ou des individus, il montre dans son travail les mines après l'évacuation de Birkenau, ou encore des scènes de prière, ayant rapidement croqué une étoile de David et une figure de Jésus sur du papier d'emballage pour ses camarades de baraque lors du dernier hiver passé à Auschwitz. Un dessin représente Juifs et chrétiens priant côte à côte pendant qu'un prisonnier fait le guet, cette activité étant comme beaucoup d'autres interdite. Un autre dessin, Les Inaptes au travail, réalisé après 1945, renvoie au funeste destin des déportés ne pouvant travailler. Certaines de ses œuvres illustrent le témoignage de l'écrivain Shlomo Venezia (recueilli en 2006), sur son expérience concentrationnaire, le Sonderkommando et la révolte de ce dernier.
En 1952, Olère réalise Les Vivres des morts pour les vivants. Cette huile sur carton mesurant 102 × 76 cm est exposée au musée de l'Holocauste à New York aux États-Unis. Le tableau, réalisé peu après la Seconde Guerre mondiale, montre un mouvement expressionniste ; ce courant artistique du XXe siècle cherche à exprimer des émotions et des sentiments.
Après la guerre, ses œuvres ne semblent intéresser personne dans un premier temps. « Les peintures sont souvent crues et répulsives, les scènes horribles semblent repousser le public plutôt que de l'attirer. Pourtant, son œuvre ne représente que la vérité, un objectif que les meilleurs artistes aspirent à atteindre ».
David Olère prend sa retraite d'artiste en 1962.
Ses œuvres sont parfois exposées de son vivant et après sa mort notamment au Musée des Invalides, au Grand Palais (1982) et au Mémorial de la Shoah (1995 et 2005 dans une exposition intitulée « Au Cœur de l’Enfer ») à Paris, au Musée juif de New York, au Musée de Berkeley, à Chicago ou en Russie,, également à Yad Vashem à Jérusalem (en 1997) mais le plus souvent, elles restent confidentielles dans les archives des musées. Sa peinture d'1m30 x 1m60 réalisée en 1960, considérée comme l'une de ses œuvres majeures et intitulée Gazage, est donnée à un musée new-yorkais mais n’est pas exposée pour autant. Dix-huit de ses tableaux sont offerts au Museum of Jewish Heritage de New York et un au musée de la résistance de Champigny-sur-Marne (1989), seul tableau exposé en France où il avait choisi de vivre.
« La soixantaine de dessins qu'il effectue entre 1945 et 1949, et qui représentent les effroyables visions qui le hantaient, est aujourd'hui conservée entre la France (au Mémorial de la Shoah) et Israël (à Yad Vashem et au musée des Combattants du ghetto du kibboutz Lohamei HaGeta'ot) ».
En 1989, Jean-Claude Pressac publie son ouvrage de référence Auschwitz: Technique and Operation of the Gas Chambers, en s'étant appuyé notamment sur les archives du musée d'Auschwitz-Birkenau en Pologne et sur l'œuvre d'Olère.
À contre-emploi, des œuvres d'Olère servent de défense dans le procès en diffamation du négationniste de la Shoah David Irving contre l'historienne Deborah Lipstadt qui devait prouver que les chambres à gaz avaient existé, en 2000,,.

## Recueils publiés
- David Olère, L'Œil du témoin, Fondation Beate Klarsfeld, Paris 1989.
- David Olère, Alexandre Oler, (en)Witness: Images of Auschwitz, West Wind Press, N. Richard Hills, TX 1998 (ISBN 0-941037-69-X).
- David Olère et Alexandre Olère, Un génocide en héritage, éditions Wern  (ISBN 2-912487-35-8) [texte d'Alexandre et dessins de son père David Olère].